# ژان ژیرو
ژان ژیرو (به فرانسوی: Jean Giraud) ‏(۸ مه ۱۹۳۸ – ۱۰ مارس ۲۰۱۲) هنرمند، کارتونیست و نویسندهٔ فرانسوی بود.